# Краузе, Фридрих Оскарович
Фридрих Оскарович Краузе (1887—1973) — русский и советский врач, организатор детского здравоохранения в Магнитогорске.

## Биография
Родился в 1887 году в немецкой семье учителя мужского реального училища при приходе лютеранско-евангелической церкви Святого Михаила в Москве, его родители были уроженцами Курляндии. В детстве выучил оба языка — русский и немецкий.
Окончив медицинский факультет Московского университета, был принят врачом-ассистентом в недавно построенную в Москве Морозовскую городскую детскую больницу. Здесь в 1912 году познакомился с тоже врачом-ассистентом, выпускницей Высших женских курсов — Александрой Ивановной Доброхотовой (родилась в селе Вичуга Костромской губернии), будущей своей женой. Летом 1914 года они отправились на отдых в Финляндию, где их застала Первая мировая война.
Фридрих Краузе был призван на военную службу в Русскую императорскую армию и отправлен в Воронеж на место формирования 253-го запасного госпиталя. В октябре 1914 года госпиталь отправился в тыл армии — на западную границу Российской империи — городок Волочиск, в 150 км восточнее Львова. В мае 1915 года он был назначен старшим врачом летучего санитарно-дезинфекционного отряда и командирован на фронт в распоряжение 8-й армии («Брусиловская армия») в Восточную Галицию. В сентябре 1915 года в местечке Млодава армия расположилась на зимние квартиры. Весной 1916 года Краузе находился в отпуске в Москве, где 29 апреля венчался с Александрой Ивановной и уже 1 мая отправился обратно в свою часть под Ровно. В 1916 году он стал участником Брусиловского прорыва.
29 января 1917 года в Москве у Фридриха Краузе родилась дочь Ирина. В октябре этого же года он демобилизовался и приехал в Москву. В следующем году был снова мобилизован, но уже в РККА, и в течение Гражданской войны работал в госпиталях, боролся с эпидемиями гриппа и тифа. Вместе с женой налаживал работу первой в Уфе детской больницы. Был демобилизован в 1921 году и в дальнейшем занимался педиатрией: организовывал санаторное отделение Дома охраны младенца, который в 1923 году стал Научным институтом охраны материнства и младенчества, а в 1945 году вошёл в состав Академии медицинских наук СССР (АМН СССР).
В 1928 году Фридрих Оскарович развёлся с Александрой Ивановной (впоследствии она стала видным учёным, членом-корреспондентом АМН СССР) и в этом же году женился на Вере Фёдоровне Берсеневой. В 1929 году у них родилась дочь Елена. В 1931 году семья переехала в Магнитогорск, где создавался металлургический комбинат. Здесь в 1932 году у них родился сын Оскар. В этом городе Фридрих Оскарович взялся за организацию детского здравоохранения. В марте 1942 года Краузе был арестован «за антисоветскую пропаганду» и приговорён к расстрелу, заменённому десятью годами лагерей. В декабре 1942 года «за антисоветскую агитацию» была арестована его жена и также приговорена к десяти годам лагерей. Вера Фёдоровна умерла в 1950 году, Фридрих Оскарович  освободился из заключения в 1952 году и поселился в Тарноге Вологодской области, где стал работать районным педиатром. В 1956 году он переехал в город Болхов Орловской области, где занимался садоводством и разбирал семейный архив. В 1960-е годы они с Берсеневой были полностью реабилитированы.
Умер в 1973 году в Болхове.
Его сын О. Ф. Краузе продолжал дело отца по созданию семейного архива Краузе.